# 桃太郎電鉄
『桃太郎電鉄』（ももたろうでんてつ）は、1988年12月2日にハドソンから発売された、ファミリーコンピュータ用ボードゲームソフト。「桃太郎電鉄シリーズ」の第1作目だが、シリーズの基本となるシステムの多くは2作目以降で確立されたものが多く、本作のシステムやルールはシリーズの他作品と大きく異なる。主な差異の一つとしては、目的地の駅がプレーヤーごとに設定されることが挙げられる。また、増収となる「プラス駅」、減収となる「マイナス駅」が存在しない。こうした点から競争要素が薄い作風となっており、パーティーゲームとしての完成は次回作の『スーパー桃太郎電鉄』まで待つことになるが、日本全国を鉄道で巡り各地の物件を経営するという本作のアイデアは、そのまま以降のシリーズに受け継がれている。
タイトルは、1987年に発売されたRPG『桃太郎伝説』のセルフパロディであり、この作品の主要スタッフが共通している。なお、タイトルを省略する場合、『桃太郎伝説』の略称「桃伝」（ももでん）と区別するため、本作を「桃鉄」（ももてつ）と称している（カートリッジの表面には「桃鉄」と大きく描かれている）。パッケージにはサブタイトルとして「日本一周すちゃらかトレイン」の文字が併記されている。
『桃太郎電鉄』はハドソン→KDEの登録商標となっている（登録数8件）。
タイトル画面のBGMは、初代『桃太郎伝説』での地上フィールドのBGMのアレンジである。目的地到着のBGM（その後の作品で言うところの「成功のファンファーレ」）は、BGMの中で唯一、桃鉄シリーズの全作品で使われている。元々は初代桃太郎伝説の段アップ用音楽である。

## システム
- スタート地点は東京駅で、国からの援助金100万円[6]と200万円の鉄道路線を所持してスタートする。
- 1年は春・夏・秋・冬の4ターン。1個サイコロを振り移動した後、2個サイコロを振って出た目の数に応じたイベントが発生する。内容は基本的に所持金の増減のみだが、秋のみそれ以外のイベントもある。基本的に出目の数が小さいほど良いイベントが起こる。
  - 夏に収入が多く冬に支出が多い点は、後のシリーズとも共通点がある。
  - 後のシリーズと異なり、相手プレイヤーを攻撃するイベントはない。
- フェリーにはマスが用意されておらず港間の移動となり、サイコロを2個振ってイベントを決定するのみ（内容も地上とは一部違う）。移動で4ターン（1年）消費する。
- 目的地は各プレイヤーによってばらばらで、全ての物件駅が対象となる。出目がオーバーしても通りかかるだけで到着となり、前回の目的地から距離が遠いほど援助金が多くもらえる。後のシリーズと異なり、貧乏神が存在しない。
- 物件駅では通常の物件以外に鉄道が購入可能（購入単位は隣接物件駅までの区間、バスや路面電車は物件扱い）。イベントで所持金が足りなくなると物件を半額で売却して補填する点は後のシリーズと同じだが、鉄道は売却不可能で、この点は後のシリーズの農林物件に近い。
  - 本作には借金という概念が存在しないため、全物件を売り払って所持金が足りなければ「無一文（=所持金0円）」になる。
  - 一定以上の資金または物件を所持していると、特定のマスに特定の季節に辿り着いた時にイベントが起きたり、特産品の物件を買うことができる。
  - 今作の物件ジャンルは以下の通りである。
    - 鉄道 - 前述の通り売却は不可能。
    - ホテル - ホテル・旅館が対象。
    - デパート - デパート系の物件が対象。
    - レジャー - ゴルフ場、スキー場、球場など。桃太郎ランドもここに含まれる。
    - 食べ物屋 - 食品物件やスーパーが対象。
    - 農園 - 畜産業関連が対象。後のシリーズの農林物件とは異なり、持ち金不足時に売却が可能。
    - その他 - バスや路面電車、工場などが対象。

  - ゲーム終了時、特定の物件ジャンルを一番多く持っていたプレイヤーに対して3種類の賞が与えられるが、後のシリーズの「三賞」とは異なり、賞金は与えられず勝敗に直接影響することはない。また、対象ジャンルも一部異なる。
    - ホテル王 - 「ホテル」物件が対象。
    - 鉄道王 - 「鉄道」物件が対象。
    - 外食王 - 「食べ物屋」物件が対象。
- 開始から数年および10年目前後にインフレが起こる。物件・鉄道の値段は変わらないが、収入・支出・援助金がそれまでの2倍になる。
- 勝敗の基準は以下の3種類から選択可能。
  - 収益額が一定の金額に達した者
  - 既定の年数で収益額が最も高い者
  - 桃太郎ランド購入者（プレイヤーが全員人間の場合のみ）
    - 後のシリーズとは異なり、「所持金」は勝敗には影響されず、また収益率もほぼ全ての物件・鉄道において一律25%（那覇のみ100%）で、物件駅を独占しても収益率が2倍にならないため、実質上所持している鉄道・物件の価格の総合計で勝敗が判断されることになる。
    - 桃太郎ランド争奪戦でプレイした場合のみ、エンディングがスタッフロールとなる。
- 「スリの銀次」に遭遇すると、所持金の半分か全てを盗まれる。また、後のシリーズとは異なり変装をせずにそのまま現れる。
- コンサートやレース、祭りのイベントが発生するマスがあり、成功すると臨時収入が得られる。対象となるマスは隠し物件駅と同様にマップに駅名が表示されていない。

## スタッフ
- 総監督：さくまあきら
- ゲームデザイン：飯塚裕之
- キャラクターデザイン：土居孝幸
- 音楽：関口和之
- チーフプログラマー：飛田雅宏
- グラフィック：チーフデザイナー山下弘史、伊藤真希、しんどうかおる、高橋克昇
- 編曲：きはらしげお、きはらりょうこ
- シナリオ・アシスタント：桝田省治（アイアンドエス）、こいでたく、まつもとたづ
- 協力：増田景子、きくちあきひろ、井沢ひろし、なかにしひでみ、戸田圭祐、おのとしひろ、キム皇（木村初）、榎本34歳（榎本一夫）、横山智佐、おおはしいさお、浦敏治、しばたかずき
- プロデューサー：いしいひろゆき（アイアンドエス）

## 評価
- ゲーム誌『ファミコン通信』の「クロスレビュー」では、5・6・7・8の合計26点（満40点）となっており[7]、レビュアーの意見としては、「（ボードゲームに必要な戦略性とサイコロを振る時の緊迫感に関して）残念ながら、『桃鉄』ではその両方ともが欠けている」、「グラフィックやだじゃれはいいんだけど、肝心のゲームがいまひとつ」などと評されている[7]。

- ゲーム誌『ファミリーコンピュータMagazine』の読者投票による「ゲーム通信簿」での評価は以下の通り22.86点（満30点）[1]。同誌1991年5月10日号特別付録の「ファミコンロムカセット オールカタログ」では、「買い物やインフレなどのイベントも多彩」、「『桃伝』の可愛いキャラが活躍するのもうれしい」、「1人だといまいちだけど、多人数でプレイでやると、やたら盛り上がる」と紹介されている[1]。

| 項目 | キャラクタ | 音楽 | 操作性 | 熱中度 | お買得度 | オリジナリティ | 総合  |
| 得点 | 4.01       | 3.69 | 3.74   | 3.83   | 3.61     | 3.98           | 22.86 |

- ゲーム誌『ユーゲー』では、「まだまだプロトタイプといった印象」、「この頃はまだカードや貧乏神が存在せず、駆け引きの要素はまだ薄かった」、「目指す目的地もプレイヤーごとに違ったので、血眼になってサイの目に念を送ったり、キングボンビーを必死でなすりつけたりといった殺伐さは皆無」と評している[8]。

## 関連書籍
- 『桃太郎電鉄 めざせ! 大社長』 - 双葉社・ファミコン冒険ゲームブック、1989年 (ISBN 4575760900)